# Das Buch Blam
Das Buch Blam (Knjiga o blamu) ist ein Roman des serbischen Schriftstellers Aleksandar Tišma. Die Erstausgabe erschien 1972 bei Nolit (Belgrad). Das Buch eröffnet Tišmas Hauptwerk, einen insgesamt 5-bändigen Romanzyklus, der in der Kriegsvergangenheit und Nachkriegsgegenwart seiner Heimatstadt Novi Sad angesiedelt ist.

## Inhalt
Auf einem alltäglichen Spaziergang durch das Novi Sad des Jahres 1956 begleitet der Leser den Protagonisten Miroslav Blam – Mitte 30, Ehemann, Familienvater, kleiner Angestellter eines Reisebüros und jüdischer Holocaust-Überlebender – durch dessen ganz auf Distanz bedachte Erlebniswelt, seine Reflexionen, Fantasien und Erinnerungen. Zwei Gebäude spielen bei seinem auf symbolhafte Weise kreisförmigen Weg eine zentrale Rolle: das, in dem er aufgewachsen ist, und das, in dem er seit seiner Heirat wohnt – das Haus am Vojvoda-Šupljikac-Platz und der Merkur-Palast.
Ersteres, ein kleines Einfamilienhaus, das nach wechselvoller Genealogie beider elterlichen Linien von bescheidenem Wohlstand zeugte, hatte Blams Vater verkauft, kurz bevor er und seine Frau einer durch die ungarischen Besatzer angeordneten Razzia zum Opfer fielen. Blam, über den Verbleib des Erlöses im Unklaren, hat Grund zur Annahme, dass ein zuvor schon in Novi Sad ansässiger Ungar, ein Müßiggänger, der sich bei einer im Hinterhaus wohnenden Witwe als deren Liebhaber eingenistet hatte, den Tod seiner Eltern durch Denunziation mitverursacht und vielleicht sogar vom Hausverkauf profitiert hat. So gering die Aussicht auch ist, mehr als 10 Jahre später die genauen Umstände zu erhellen, fühlt Blam, dass es seine Pflicht wäre, zumindest den Versuch zu machen, seine Schritte in diese Richtung zu lenken. Woran es ihm fehlt, ist die Entschluss- und Tatkraft, die er einst an seinem Klassenkameraden Čutura bewunderte. Daher entzündet sich seine Phantasie gelegentlich an der Vorstellung, wie Čutura an seiner Statt handeln würde – freilich im Wissen, dass dieser längst tot ist; er kam im Widerstand ums Leben, ebenso wie Blams Schwester Esther.
Die Wohnung im Merkur-Palast macht noch deutlicher, wie unabweisbar für Blam die Vergangenheit in die Gegenwart hineinwirkt. Einerseits ist sein Leben darin ein Privileg, ein mehrfaches sogar. Sein Haus gilt als „das sicher bedeutendste Gebäude“, ja als „unumstrittener Mittelpunkt der Stadt“, und seine Wohnung in der Mansarde scheint wie geschaffen für ihn, ist sie doch ein Rückzugsort, der ebenso schwer auffindbar ist wie der Zugang zu der um die Mansarde führenden Promenade, die er als Ort der Freiheit empfindet, weil er von da aus so am Leben teilnehmen kann, wie es ihm am ehesten behagt: sehen, ohne gesehen zu werden. Andererseits ereilt ihn gerade dort auch immer wieder seine Urangst. Es scheint ihm unmöglich, dass sein Leben „ohne Verfolgungsjagd, ohne noch einen Krieg vergeht“ – und dann würde das Refugium zur Falle. Hinzu kommt, dass er weiß, es ist „nicht sein Verdienst“, dass er dieses Privilegs teilhaftig geworden ist. Dafür brauchte es einen Gönner. Der fand sich in dem smarten, umtriebigen Popadić, einem opportunistischen Charmeur, den die Okkupationsmacht als willfährigen Erfüllungsgehilfen duldete, die Befreiungsmacht dagegen als Kollaborateur brutal erschoss. Zu Beginn der Besatzungszeit verschaffte er sowohl Blam als auch dessen Frau Janja eine feste Anstellung, dann beiden jene Mansardenwohnung, und während der Razzia stellte er sich mit einer wohlwollenden Aussage schützend vor Blam, für den die Tatsache, dass er kurz zuvor eine Christin geheiratet und sich hatte taufen lassen, nicht automatisch Rettung bedeutet hätte. Blam weiß in diesem Moment aber auch schon, dass Popadićs Hilfe keineswegs selbstlos ist. Er hat ein Verhältnis mit Janja. Aus einer fahrenden Straßenbahn hatte Blam beobachtet, wie beide sich auf offener Straße innig umarmten. Mehr noch als die Tatsache an sich ist es die Art und Weise ihrer Umarmung, die diesen Augenblick zur Schlüsselszene seines Daseins macht. Von da an findet er sich damit ab, ein vom Leben Ausgeschlossener zu sein. Ein kurzer Moment aus der Zeit, als er um Janja warb, verhieß ihm noch das Gegenteil: „Janja am Brunnen“ (ganz anders als das kühl-attraktive Mädchen, das er beim Tanzen kennengelernt hatte) – „barfuß, zerzaust, rotwangig und atemlos“. Doch diesen Teil ihres Selbst, den für ihn begehrenswertesten, verschließt sie vor ihm. Daher ist Blam überzeugt, dass sie noch andere Liebhaber hat. Auch glaubt er, dass einer von ihnen seine Tochter gezeugt hat und nicht er selbst – eine Vorstellung, die ihn eher beruhigt und erleichtert. Er will, dass „die Kleine gesund und lebhaft“ ist, und es würde ihn belasten, würde er in ihr Spuren seines gebrochenen Selbst entdecken, wenn nicht gar der Seinen, die er glaubt zufällig und unverdient überlebt zu haben und für deren „untergegangene Welt“ er nicht mehr sein will als „ihr letzter Zeuge, Kenner und Erklärer, aber nur für sich selbst“.
„Er ist davongekommen, aber das ist keine Ehre. Er wurde verschont, aber das ist kein Glück. Er hat überlebt, aber das ist eine Schmach. Er wurde nicht von Gott geprüft, wie der alttestamentliche Hiob, und vielleicht ist diese Nicht-Prüfung die ärgste Prüfung überhaupt. Blam ahnt: wer nicht heimgesucht wurde, der existiert nicht; wer nicht gelitten hat, der hat auch nicht gelebt, der ist tot. Der ist unbekannt auf Erden. Nur triftig, dass Briefe [von seiner Cousine Lili, die auf dem Weg ins Exil bei den Blams zwischenzeitlich wohnte und von ihm ein Kind erwartete, das der Familienrat unter Ausnutzung von Popadics Beziehungen beschloss abtreiben zu lassen, und die nun versucht ihren einstigen Geliebten zu erreichen], an Blam adressiert, mit dem Aufkleber „Unbekannt“ zurückgehen. […] Blam, dieser Anti-Hiob, kann mit Gott weder hadern noch rechten, weil er nicht an ihn glaubt. Und doch sitzt Blam am Ende des Romans in der Synagoge von Novi Sad, die nun ein Konzertsaal ist, und fühlt mit Unbehagen das Auge Gottes auf sich ruhen. Er fühlt, dass er nichts mehr sucht als den eigenen Tod. Er muss „den Kreis schließen, den er eigenmächtig unterbrach“, er muss den Untergang, zu dem seine Leute verdammt waren, mit ihnen teilen – als ‚einen Akt tiefster Wahrheit‘.“

## Gestaltung
Das Buch Blam umfasst 15 titellose Kapitel. Jedes von ihnen besteht in der Regel aus drei Teilen. Etwa die Hälfte der Kapitel beginnen mit einem kurzen Exkurs in die topografisch-historische Realität Novi Sads, gefolgt von einem Stück Gegenwartshandlung und einer Rückblende. Mitunter werden die einzelnen Teile erzählerisch verklammert, mitunter setzt Tišma sie auch unverbunden nebeneinander, sodass sich erst in der Gesamtschau ein zusammenhängendes Bild ergibt.
Aus heutiger Sicht sind die Rückblenden die Teile, die am ehesten konventionell gestaltet sind. Die Handlung ist hier aktionsreicher und stringenter, es bieten sich trotz deutlicher Tendenz zur Entheroisierung Möglichkeiten zur Identifikation, und die vorherrschende Perspektive ist die des allwissenden Erzählers.
Berücksichtigt man Entstehungszeit und -bedingungen, relativiert sich dieses Urteil allerdings, und es trifft kaum zu für die Rückblenden, die mehr das historische als das Romangeschehen in den Blick rücken. Die kurze Szene etwa, die die Vorbereitung der Deportation der Juden im Frühjahr 1944 beschreibt, wird verfremdet durch einen „Störfaktor aus der Tierwelt“: Eine Handvoll zurückgelassener Hunde, die die Nähe ihrer jüdischen Besitzer suchen, sorgen „in ihrer Begriffsstutzigkeit und tierischen Vertrauensseligkeit“ u. a. dafür, dass beim Abtransport „die Judengasse von fröhlichem Gebell erfüllt“ ist und dass es beim Abschied auf dem Bahnhof noch zu „schönen Augenblicken“ kommt. Die ungewöhnliche Sicht und die Kunstfertigkeit dieser Szene – sie fand am 20. April 1995 im Literarischen Quartett auch explizit Erwähnung – trägt dazu bei, dass ein Geschehen wie dieses, das schnell Gefahr läuft, sich erzählerisch abzunutzen, wieder das gewünschte Gewicht erhält.
Außergewöhnlich auch die Beschreibung der Razzia, allein schon im Herangehen. Zunächst lässt der Erzähler den Leser, scheinbar ganz pragmatisch, einen Blick auf den Stadtplan von Novi Sad werfen; dann lässt er die Schreibtischtäter am Vorabend der Razzia das Gleiche in deren strategischer Absicht tun, um im Anschluss daran klarzustellen, was gezeigt werden soll, wenn er im dritten, ausführlicheren Teil den Vollstreckern durch die Straßen und Häuser folgt: dass für die Opfer „Tod oder Leben, Hinrichtung oder Begnadigung“ vor allem davon abhängt, wie die Täter „durch ihre Geburt, ihr Aussehen, ihre Sprache, ihr Fühlen und Denken“ determiniert sind.
In einigen der Gegenwartsszenen und „Exkursen“ wird noch deutlicher, wie Tišma versucht, Gestaltungsmöglichkeiten auszuloten. Blams Rache-Fantasien gegenüber jenem ungarischen Denunzianten zum Beispiel heben sich schon äußerlich ab dadurch, dass sie reine Dialoge sind, formal also Dramatik innerhalb eines epischen Werkes. Der Rückschluss auf den Inhalt liegt hier auf der Hand: Dramatisches findet in Blams Dasein nur noch in seiner Fantasie statt.
Sein Eheleben, das nach außen hin völlig normal wirkt, zeitigt den gleichen Befund, macht ihn sogar noch klarer. Denn die Möglichkeit einer Alternative steht ihm hier ja stets vor Augen. Blam allerdings zieht es vor, im Umgang mit Janja zu vermuten statt zu fragen, zu vermeiden statt zu handeln. Die beklemmende Wirkung, die davon ausgeht, resultiert zu einem Gutteil daraus, dass der Erzähler sich hier ganz auf die Perspektive des Protagonisten beschränkt. „Die Innensicht der Ehefrau jedoch, an der sich der Wirklichkeitsbezug von Blams Bitterkeit abschätzen ließe, spart er aus. Was immer Janjas ‚rasches, sicheres Lächeln‘ bedeutet, wenn sie ihrem Mann entgegentritt – es rückt dessen Weltverneinung in die Nähe des Wahns.“
Einer der unkonventionellsten Teile des Romans ist der Einstieg ins vorletzte Kapitel – eine Miniatur von knapp zwei Seiten. Sie beginnt mit der Beschreibung des Wetters an einem nicht näher definierten Tag, woran sich die Erwartung knüpft, dass im zweiten Absatz eine Handlung folgt. Stattdessen heißt es: „Oder…“, und beschrieben wird eine ganz andere Wetterlage. Nachdem dieses Muster im dritten und vierten Absatz sich wiederholt, wird die Erwartung, es handle sich um Etüden zu einem recht alltäglichen schriftstellerischen Gegenstand, allerdings auch unterlaufen. Der nachfolgende Satz mündet in eine Formulierung – eine Metapher, deren Understatement kaum noch zu unterkühlen ist –, in der Tišmas Programm nicht nur für diesen ersten Roman, sondern für sein gesamtes in den nächsten 20 Jahren folgendes Werk aufgehoben scheint: „All das geschieht in der Stadt, und es scheint, als wäre die Stadt eben dazu da, dass sich in ihr die Jahreszeiten abwechseln, als wäre sie eine Retorte zur Prüfung der Festigkeit und Veränderlichkeit von Material und Menschen unter verschiedenen Druck- und Temperaturverhältnissen“.